# Jerrishoe
Jerrishoe (dänisch: Jerrishøj) ist eine Gemeinde im Kreis Schleswig-Flensburg in Schleswig-Holstein. Jerrishoefeld (Jerrishøjmark) liegt im Gemeindegebiet.

## Geschichte
Der Ort Jerrishoe wurde 1196 erstmals als Erijshogh erwähnt. Der Ortsname setzt sich zusammen aus dem Personennamen Jerrik (altnordisch Eiríkr) und hoe für Hügel (dän. høj). Nach einer anderen Deutung setzt sich der Name aus den dänischen Worten jern (Eisen), ris (Busch) und høj (Hünengrab) zusammen. In den ausgedehnten Eichenwäldern der Region wurde über Jahrhunderte Eisen aus Raseneisenerz gewonnen, was noch heute an Schlackehaufen und Resten von Schmelzöfen abzulesen ist. 

## Der Münzfund von Jerrishoe
Der Münzfund in Jerrishoe ereignete sich Ende des 19. oder Anfang des 20. Jahrhunderts. Das genaue Jahr ist nicht mehr eindeutig zu bestimmen. Der Fund wurde von drei Arbeitern gemacht, als sie in der Jerrishoer Hölzung einen Graben aushuben. Eine starke Eiche stand in der Fluchtlinie und musste gerodet werden. Unter dem Wurzelbereich dicht am Stamm, in einer Tiefe von anderthalb bis zwei Metern, fand sich ein Haufen von 55 Silbermünzen. Der Besitzer des Grundstücks nahm die Münzen an sich und verkaufte sie bis auf vier Stück an einen Kaufmann aus Bad Oldesloe. Anfang des Zweiten Weltkriegs waren diese Münzen immer noch im Besitz des Kaufmanns, danach gibt es keine Aufzeichnungen vom Verbleib der Münzen. Die restlichen vier Münzen befanden sich noch in den 1930er Jahren im Besitz einer Jerrishoer Familie.

## Politik

### Gemeindevertretung
Bei der Kommunalwahl am 14. Mai 2023 wurden insgesamt elf Sitze vergeben. Von diesen erhielt die Aktuelle Wählergemeinschaft Jerrishoe sechs Sitze und die Bürgervereinigung Jerrishoe fünf Sitze.

### Wappen
Blasonierung: „Von Blau und Gold schräglinks geteilt. Oben ein linksgewendeter silberner Amboss, unten ein aus vier Blättern und einem Fruchtstand bestehender grüner Eichenzweig.“
Der Amboss im Wappen steht für die frühere Bedeutung der Eisengewinnung und Verarbeitung für den Ort. Der Eichenzweig vertritt den Wald und die ursprüngliche Landschaftsbeschaffenheit des Gemeindegebietes. Blau und gelb sind die Farben des Herzogtums Schleswig.

## Wirtschaft
Die Gemeinde ist überwiegend landwirtschaftlich geprägt, wobei die Milchviehhaltung der wichtigste Erwerbszweig im Agrargewerbe ist. Einige kleine bis größere Gewerbetreibende sind ebenfalls im Gemeindegebiet angesiedelt. 
Seit einigen Jahren gibt es in Jerrishoe auch einen Bürgerwindpark im nördlichen Gemeindegebiet. Zurzeit ist ein weiterer Windpark in der Planungsphase, wobei die Beteiligung der Einwohner von Jerrishoe an einer Bürgerwindmühle möglich ist.